# 赤司初太郎

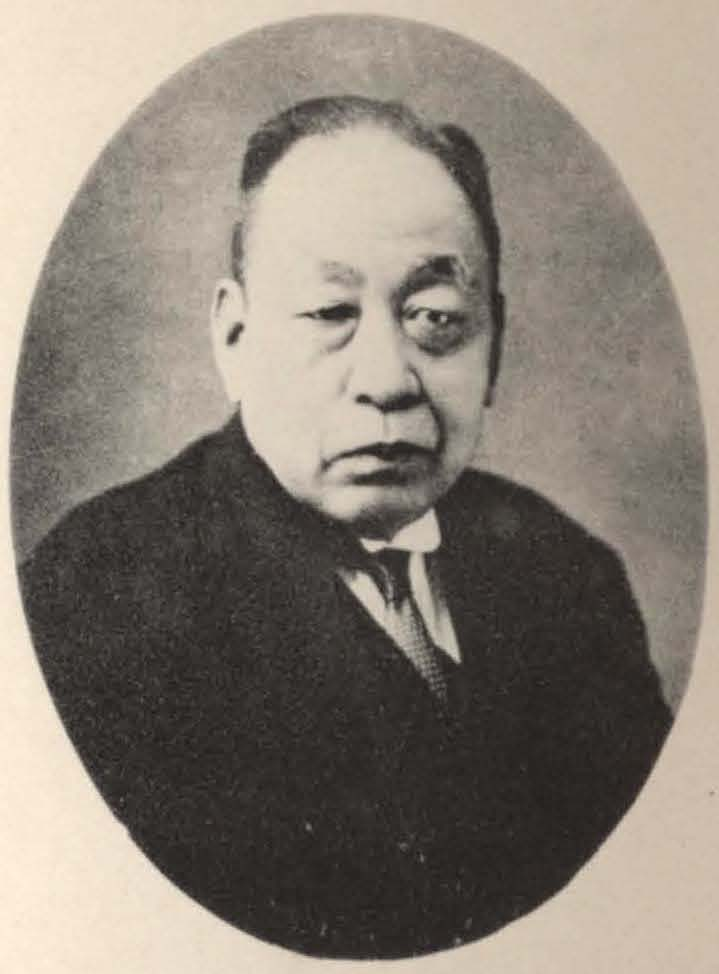
赤司初太郎

赤司初太郎（1874年1月7日—1944年2月12日），日本高知縣人。他早年在北海道經營木材業與海產，在1895年的乙未戰爭中以日本陸軍御用的有馬組工頭身分來臺，三年後（1898年）在雲林斗六經營雜貨店與旅館，而到1902年為止都還是陸軍的御用商，之後發達起來，經營各種事業。
赤司初太郎的事業版圖從樟腦業、礦業、糖業、酒業到新聞業皆有，曾擔任過東邦炭礦、滿洲製糖、臺灣パルプ、臺灣合同鳳梨、東邦金屬精鍊、臺灣苧麻、臺灣鐵道、內外ビルデイング、大正製酒等十七家公司的社長，另外還曾擔任過日華紡織會社等十三家公司的董事（取締役）一職。
而除了經營事業之外，赤司初太郎還曾擔任過斗六衛生組合長，斗六廳愛國婦人會顧問，斗六街市區建設委員、地方稅委員，嘉義廳地方稅委員、嘉義廳市敷地調查委員、南投農會名譽評議員、臺北州協議會員、臺北建築調查委員、臺北市區政改正調查委員等公職。
1940年，赤司初太郎擔任東京發動機株式會社（今トーハツ公司）的第二代社長，不久該公司便被指定為日本陸海軍的「協力管理工場」，是當時唯一一個負責開發小型汽油引擎的軍需工廠。
1944年2月12日，赤司初太郎因心臟病發於東京都澀谷區自宅過世，其墓所在日本東京都府中市的多磨靈園裡，與長男赤司大介（1913－1997）同墓。

## 相關書籍
- 土師清二，（1948年）[2]